# Star Valley (Arizona)
Star Valley ist eine Stadt (Town) im Gila County im US-Bundesstaat Arizona; bis 2005 war Star Valley noch ein CDP. Das U.S. Census Bureau hat bei der Volkszählung 2020 eine Einwohnerzahl von 2.484 auf einer Fläche von 16,5 km² ermittelt. Die Bevölkerungsdichte lag zu diesem Zeitpunkt bei 151 Einwohnern je km².
Das Dorf wird von der Arizona State Route 260 tangiert. Der nächste Flughafen, der Payson Airport, liegt in Payson.